# 황종국 (1891년)
황종국(黃鍾國, 일본식 이름: 中山富雄나카야마 도미오, 1891년 8월 22일 ~ ?)은 일제강점기의 관료 겸 교육인, 기업인으로, 본적은 함경북도 부령군 청암면이다.

## 생애
1908년 4월부터 10월까지 함경북도 부령군 향교 교임, 사립 박명학교 교감, 1909년 4월부터 1910년 3월까지 연천 사립학교 교사로 재직했으며, 1911년 이후부터 함경북도 청진부에서 곡물무역상으로 활동했다. 1919년 10월 합명회사 영목상점 상담역, 1911년 11월 합자회사 삼합양행 사장을 역임했고, 1920년 4월 흥업주식회사 고문을 역임했다.
1920년 5월 14일부터 11월 21일까지 함경북도 청진부협의회원을 역임했으며, 1920년 9월 청진공립보통학교 학무위원, 1921년 2월 청진실업협회 평의원으로 위촉되었다. 1922년 10월부터 1933년까지 극동상회 중역으로 재직했고, 1924년 4월 1일과 1931년 12월 16일 함경북도 민선 도평의회원으로 임명되었다.
1929년부터 1942년까지 북조선산업주식회사 이사지배인으로 재직했으며, 1933년 5월 11일과 1937년 5월 11일 함경북도 관선 도회의원으로 임명되었다. 1934년 8월 시중회 평의원으로 선임되었고, 1935년부터 1939년까지 북선일보사주식회사 이사로 재직했다.
1936년 6월 3일부터 1939년 6월 2일까지 조선총독부 중추원 참의를 역임했으며, 1937년 북선토지흥업주식회사 이사, 1939년 협동인쇄주식회사 감사로 재직했다. 1937년부터 1939년까지, 1941년 6월 5일부터 1942년 12월 18일까지 조선총독부 청진보호관찰소 촉탁보호사를 역임했고, 1937년 4월 15일부터 1943년 2월 11일까지 조선총독부 청진보호관찰심사회 위원을 역임했다.
1941년 8월 12일 일본적십자사로부터 유공장을 받았으며 같은 해 9월 조선임전보국단 발기인으로 참여했다. 1942년 6월 3일부터 1945년 8월 광복 때까지 조선총독부 중추원 참의를 역임했고, 1944년 9월 1일 함경북도 상공경제회 설립위원, 1945년 5월 12일 조선총독부 경제안정대책위원회 위원으로 임명되었다.
친일파 708인 명단의 중추원 부문, 민족문제연구소의 친일인명사전 수록자 명단의 중추원 부문, 친일단체 부문, 친일반민족행위진상규명위원회가 발표한 친일반민족행위 705인 명단에 포함되었다.

## 참고자료
- 친일반민족행위진상규명위원회 (2009). 〈황종국〉. 《친일반민족행위진상규명 보고서 Ⅳ-19》. 서울. 925~940쪽.